# Тор Хусховд
Тор Хусховд (норв. Thor Hushovd; рођен 18. јануар 1978. у граду Гримстат, Норвешка) је бивши норвешки, професионални бициклиста. Хусховд је познат као спринтер и специјалиста за трке на хронометар. Он је некадашњи и троструки Норвешки шампион у тркама на хронометар. Исто тако, једини је Норвежанин који је носио жуту мајицу на Тур де Франсу.

## Тур де Франс 2009
Тор Хусховд је успео 2009. успео да победи на Тур де Франсу у класификацији на поене, победивши Марк Кевендиша који је победио у шест етапа. Хусховд је предност стекао на брдским етапама.